# Шильдин, Вячеслав Витальевич
Вячеслав Витальевич Шильдин (1936 — 10 марта 2014, Москва, Российская Федерация) — советский хозяйственный деятель, советский и российский государственный деятель, заместитель председателя Государственного комитета СССР по стандартизации и метрологии (1988—1992), лауреат Государственной премии СССР.

## Биография
Доктор технических наук, профессор.
С 1955 г. на Красноярском заводе телевизоров, работал техником, инженером, начальником технического бюро, избирался секретарём заводского, районного комитета ВЛКСМ.
- 1960—1961 гг. — заведующий отделом Красноярского городского комитета ВЛКСМ,
- 1961—1967 гг. — заместитель начальника инструментального цеха, начальник цеха сборки телевизоров,
- 1968—1981 гг. — директор Красноярского завода телевизоров, производственное объединение «Искра». В период его руководства предприятие выпускало чёрно-белые телевизоры «Рассвет», освоило и серийно производило станции спутникового телевидения, внедрило в серийное производство телевизорных передатчиков, а также целый ряд радиотехнических комплексов, как станционных, так подвижных, различных диапазонов и различного назначения оборонного назначения.

С 1981 г. — на ответственных должностях в системе Госстандарта СССР,
1988—1992 гг. — заместитель председателя Государственного комитета СССР по стандартизации и метрологии,
С 1992 г. — начальник управления машиностроения Госстандарта России, затем — президент ЗАО «Метрологический центр энергоресурсов».

## Награды и звания
Награждён орденами Ленина, Октябрьской Революции, Трудового Красного Знамени, многими медалями.
Лауреат Государственной премии СССР.
Почетный житель Красноярска.